# 萧全涛
萧全涛（1934年2月—），男，湖北罗田人，中华人民共和国政治人物，曾任湖北省计划委员会主任，湖北省人大常委会副主任。